# Бер-лез-Альп
Бер-лез-Альп (фр. Berre-les-Alpes) — коммуна на юго-востоке Франции в регионе Прованс — Альпы — Лазурный берег, департамент Приморские Альпы, округ Ницца, кантон Конт.
Площадь коммуны — 9,58 км², население — 1257 человек (2006) с тенденцией к росту: 1278 человек (2012), плотность населения — 133,4 чел/км².

## Население
Население коммуны в 2011 году составляло — 1280 человек, а в 2012 году — 1278 человек.
| 1962 | 1968 | 1975 | 1982 | 1990 | 1999 | 2004 | 2006 | 2009 | 2011 | 2012 |
| ---- | ---- | ---- | ---- | ---- | ---- | ---- | ---- | ---- | ---- | ---- |
| 325  | 570  | 819  | 949  | 857  | 1162 | 1262 | 1257 | 1267 | 1280 | 1278 |

Динамика численности населения:

## Экономика
В 2010 году из 832 человек трудоспособного возраста (от 15 до 64 лет) 604 были экономически активными, 228 — неактивными (показатель активности 72,6 %, в 1999 году — 68,8 %). Из 604 активных трудоспособных жителей работали 549 человек (299 мужчин и 250 женщин), 55 числились безработными (21 мужчина и 34 женщины). Среди 228 трудоспособных неактивных граждан 73 были учениками либо студентами, 81 — пенсионерами, а ещё 74 — были неактивны в силу других причин.
На протяжении 2010 года в коммуне числилось 484 облагаемых налогом домохозяйства, в которых проживало 1128,0 человек. При этом медиана доходов составила 20 тысяч 916 евро на одного налогоплательщика.